# Юлий Аквила
Гай Юлий Аквила (на латински: Gaius Julius Aquila) е римски офицер през 1 век от рода Аквилии.
Той е комендант в Пантикапей. През 44 г. Аквила се съюзява с Тиберий Юлий Котис I и му помага в борбата му за трона на Боспорското царство на по-големия му брат цар Тиберий Юлий Митридат. През 45 г. Авъл Дидий Гал, управителя на Мизия, сваля Митридат от трона и дава властта на неговия по-малък брат Котис I.